# George Hallaq
George Hanna Hallaq (in arabo جورج حنا حلاق‎?; Baghdad, 13 maggio 1928 – St. George, 3 maggio 2019) è stato un cestista iracheno.

## Carriera
Con l'Iraq disputò i Giochi olimpici di Londra 1948.